# Notte di stelle
Notte di stelle è un film italiano del 1991 diretto da Luigi Faccini.
Il film è ambientato nel teatro di Tor Bella Monaca e ha ricevuto la menzione OCIC, la Targa d'argento Giuseppe Fava del SNGC, il premio Fiuggi, la candidatura al Golden Globe della Stampa estera per l'esordiente Antonella Taccarelli.